# LOVE IN MY LIFE
「LOVE IN MY LIFE」（ラヴ・イン・マイ・ライフ）は、KIX-Sの9thシングル。1995年11月13日に、アポロン / Dreamixから発売された。

## 背景
表題曲は、テレビ朝日系月曜ドラマ・イン『花嫁は16才!』の挿入歌に使用された。

## 収録曲
| 全作詞: 浜口司、全作曲: 安宅美春、全編曲: 高橋圭一 & KIX-S。 |                                |        |            |      |
| #                                                            | タイトル                       | 作詞   | 作曲・編曲 | 時間 |
| 1.                                                           | 「LOVE IN MY LIFE」            | 浜口司 | 安宅美春   | 5:14 |
| 2.                                                           | 「ANGEL」                      | 浜口司 | 安宅美春   | 4:13 |
| 3.                                                           | 「LOVE IN MY LIFE」(VOCALLESS) | 浜口司 | 安宅美春   | 5:14 |
| 合計時間:                                                    | 合計時間:                      | 14:41  |            |      |